# Nicocodeine
Nicocodeine (Lyopect, Tusscodin) là một opioid giảm đau và ức chế ho, là một este của codein liên quan chặt chẽ đến dihydrocodeine và chất tương tự codein của nicomorphine. Nó không được sử dụng phổ biến ở hầu hết các quốc gia, nhưng có tác dụng tương tự như các loại thuốc phiện khác. Nicocodeine và nicomorphin được giới thiệu vào năm 1957 bởi Lannacher Heilmittel của Áo. Nicocodeine được chuyển hóa ở gan bằng cách khử demethyl hóa để tạo ra nicomorphin, còn được gọi là 6-nicotinoylmorphin, và sau đó được chuyển hóa thành morphin. Tác dụng phụ tương tự như các thuốc phiện khác và bao gồm ngứa, buồn nôn và ức chế hô hấp. Các chất tương tự opioid liên quan như nicomorphin và nicodicodeine lần đầu tiên được tổng hợp. Sự tổng hợp dứt khoát, bao gồm điều trị cơ sở codein khan bằng anhydrid nicotinic ở 130 °C, được xuất bản bởi Pongratz và Zirm trên Monatshefte für Chemie vào năm 1957, với hai chất tương tự trong một bài báo về amit và este của các axit hữu cơ khác nhau.
Nicocodeine hầu như luôn được sử dụng làm muối hydrochloride, có tỷ lệ chuyển đổi base tự do là 0,917. Trước đây, tartrate, bitartrate, phosphate, hydrobromide, methiodide, hydroiodide và sulfate đã được sử dụng trong nghiên cứu hoặc làm dược phẩm.
Nicocodeine được quy định trong hầu hết các trường hợp là codein và các loại thuốc phiện yếu tương tự như ethylmorphin, benzylmorphin, dihydrocodeine và các dẫn xuất gần khác của nó như acetyldihydrocodeine (mặc dù không phải là hydrocodone hoặc oxycodone mạnh hơn). của các quốc gia và Công ước duy nhất về Ma túy. Một ví dụ đáng chú ý là thực tế rằng nicocodeine là một chất được kiểm soát theo Đạo luật I/Narcotic ở Hoa Kỳ cùng với heroin vì nicocodeine không bao giờ được sử dụng cho y tế ở Hoa Kỳ.
Nicodicodeine là một loại thuốc tương tự như nicocodeine vì dihydrocodeine là codeine. Các chất chuyển hóa của nicodicodeine bao gồm dihydromorphin nơi nicocodeine được chuyển thành morphin như đã lưu ý ở trên.
Thuốc ho Nicocodeine có sẵn dưới dạng xi-rô, xi-rô giải phóng kéo dài và thuốc dưới lưỡi. Các chế phẩm giảm đau cũng ở dạng thuốc dưới lưỡi và viên nén uống. Nicocodeine có sức mạnh tương đương với hydrocodone; nó có tác dụng khởi phát nhanh hơn.
Hạn ngạch sản xuất hàng năm DEA 2013 cho nicocodeine và hai loại thuốc liên quan của nó bằng không. ACSCN của Nicocodeine là 9309. Nicodicodeine không được chỉ định ACSCN và có lẽ được kiểm soát như là một este của dihydromorphin hoặc dẫn xuất của nicomorphin.